# Mistrovství světa v ragby
Mistrovství světa v ragby (oficiálně Rugby World Cup) je mezinárodní soutěž v rugby union, která se koná jednou za čtyři roky. Vítěz získává pohár Webba Ellise, pojmenovaný po Williamu Webbu Ellisovi, který údajně v roce 1823 vynalezl ragby tím, že během fotbalového zápasu popadl míč do rukou a běžel s ním k soupeřově brance.
Turnaj se poprvé konal v roce 1987. Titul mistrů světa dosud získaly čtyři země – Jižní Afrika čtyřikrát, Nový Zéland třikrát, Austrálie dvakrát a Anglie jednou. Současným šampionem je Jižní Afrika, která ve finále v roce 2023 porazila Nový Zéland.
Prvních tří ročníků se účastnilo 16 zemí; v roce 1999 se přidaly další 4 týmy. Od roku 2027 se turnaje bude účastnit 24 týmů.
Každého turnaje se automaticky účastní pořadatelská země a týmy, které na předchozím šampionátu skončily ve skupině nejhůře na třetím místě. Zbývající týmy postupují z regionálních kvalifikací. Toto kvalifikační pravidlo platí od kvalifikace na MS 2011.

## Přehled šampionátů a medailistů
| Poř. | Rok  | Pořadatel                          | Finále                | Finále                                  | Finále      | Zápas o třetí místo   | Zápas o třetí místo                            | Zápas o třetí místo | Počet týmů |
| Poř. | Rok  | Pořadatel                          | Vítěz                 | Skóre                                   | Druhý       | Třetí                 | Skóre                                          | Čtvrtý              | Počet týmů |
| ---- | ---- | ---------------------------------- | --------------------- | --------------------------------------- | ----------- | --------------------- | ---------------------------------------------- | ------------------- | ---------- |
| 1    | 1987 | Austrálie Nový Zéland              | Nový Zéland           | 29 – 9 Eden Park, Auckland              | Francie     | Wales                 | 22 – 21 Rotorua International Stadium, Rotorua | Austrálie           | 16         |
| 2    | 1991 | Anglie Francie Irsko Skotsko Wales | Austrálie             | 12 – 6 Twickenham Stadium, Londýn       | Anglie      | Nový Zéland           | 13 – 6 Cardiff Arms Park, Cardiff              | Skotsko             | 16         |
| 3    | 1995 | Jižní Afrika                       | Jihoafrická republika | 15 – 12 Ellis Park, Johannesburg        | Nový Zéland | Francie               | 19 – 9 Loftus Versfeld, Pretorie               | Anglie              | 16         |
| 4    | 1999 | Wales                              | Austrálie             | 35 – 12 Millennium Stadium, Cardiff     | Francie     | Jihoafrická republika | 22 – 18 Millennium Stadium, Cardiff            | Nový Zéland         | 20         |
| 5    | 2003 | Austrálie                          | Anglie                | 20 – 17 Stadium Australia, Sydney       | Austrálie   | Nový Zéland           | 40 – 13 Stadium Australia, Sydney              | Francie             | 20         |
| 6    | 2007 | Francie                            | Jihoafrická republika | 15 – 6 Stade de France, Saint-Denis     | Anglie      | Argentina             | 34 – 10 Parc des Princes, Paris                | Francie             | 20         |
| 7    | 2011 | Nový Zéland                        | Nový Zéland           | 8 – 7 Eden Park, Auckland               | Francie     | Austrálie             | 21 – 18 Eden Park, Auckland                    | Wales               | 20         |
| 8    | 2015 | Anglie                             | Nový Zéland           | 34 – 17 Twickenham Stadium, Londýn      | Austrálie   | Jihoafrická republika | 24 – 13 London Stadium, Londýn                 | Argentina           | 20         |
| 9    | 2019 | Japonsko                           | Jihoafrická republika | 32 – 12 International Stadium, Jokohama | Anglie      | Nový Zéland           | 40 – 17 Tokyo Stadium, Tokio                   | Wales               | 20         |
| 10   | 2023 | Francie                            | Jihoafrická republika | 12 – 11 Stade de France, Saint-Denis    | Nový Zéland | Anglie                | 26 – 23 Stade de France, Saint-Denis           | Argentina           | 20         |
| 11   | 2027 | Austrálie                          | —                     | —                                       | —           | —                     | —                                              | —                   | 24         |
| 12   | 2031 | USA                                | —                     | —                                       | —           | —                     | —                                              | —                   | 24         |

### Medailové pořadí zemí
Čtyři tituly mistrů světa získala Jižní Afrika. Třikrát se šampiony stal Nový Zéland, dvakrát slavili ragbisté Austrálie a jednou vyhrála Anglie. 
Nejvíce medailí z mistrovství světa má Nový Zéland (osm), tým Jižní Afriky získal medailí 6, následován týmy Austrálie a Anglie s pěti cennými kovy. Tým Francie zaznamenal 4 medailové úspěchy. Po jednom cenném kovu mají reprezentace Walesu a Argentiny.
| Pořadí | Země         | Zlato | Stříbro | Bronz | Celkem |
| ------ | ------------ | ----- | ------- | ----- | ------ |
| 1.     | Jižní Afrika | 4     | 0       | 2     | 6      |
| 2.     | Nový Zéland  | 3     | 2       | 3     | 8      |
| 3.     | Austrálie    | 2     | 2       | 1     | 5      |
| 4.     | Anglie       | 1     | 3       | 1     | 5      |
| 5.     | Francie      | 0     | 3       | 1     | 4      |
| 6.     | Wales        | 0     | 0       | 1     | 1      |
| 6.     | Argentina    | 0     | 0       | 1     | 1      |

## Hráči
| Rok  | Země finále  | Nejproduktivnejší hráč | Nejvíce položení                           |
| ---- | ------------ | ---------------------- | ------------------------------------------ |
| 1987 | Nový Zéland  | Grant Fox (126)        | Craig Green (6) John Kirwan (6)            |
| 1991 | Anglie       | Ralph Keyes (68)       | Jean-Baptiste Lafond (6) David Campese (6) |
| 1995 | Jižní Afrika | Thierry Lacroix (112)  | Jonah Lomu (7) Marc Ellis (7)              |
| 1999 | Wales        | Gonzalo Quesada (102)  | Jonah Lomu (8)                             |
| 2003 | Austrálie    | Jonny Wilkinson (113)  | Doug Howlett (7) Mils Muliaina (7)         |
| 2007 | Francie      | Percy Montgomery (105) | Bryan Habana (8)                           |
| 2011 | Nový Zéland  | Morné Steyn (62)       | Chris Ashton (6) Vincent Clerc (6)         |
| 2015 | Anglie       | Nicolás Sánchez (97)   | Julian Savea (8)                           |
| 2019 | Japonsko     | Handré Pollard (69)    | Josh Adams (7)                             |
| 2023 | Francie      | Owen Farrell (75)      | Will Jordan (8)                            |

## Návštěvnost
Na mistrovství světa 2015 v Anglii navštívilo 48 zápasů celkově rekordní počet 2 477 805 diváků, průměrně tedy 51 621 na zápas.
Historicky nejvyšší návštěva na zápase MS se uskutečnila nejprve 20. září 2015 na londýnském stadionu Wembley, kdy utkání základní skupiny Nový Zéland – Argentina sledovalo 89 019 diváků, a pak o týden později na tomtéž místě – sedm dní starý rekord byl překonán při utkání Irska s Rumunskem. Tento zápas sledovalo přesně 89 267 diváků. Dosavadní rekord 82 957 fanoušků stanovilo finále MS 2003 v Sydney mezi Austrálií a Anglií.
| Rok  | Země                                   | Celk. návštěva | Zápasů | Prům. návštěva | Kapacita stadionů | % kapacity | Finále | Místo finále |
| ---- | -------------------------------------- | -------------- | ------ | -------------- | ----------------- | ---------- | ------ | ------------ |
| 1987 | Austrálie, Nový Zéland                 | 604 500        | 32     | 20 156         | 1 006 350         | 60 %       | 48 035 | Auckland     |
| 1991 | Anglie, Wales, Francie, Irsko, Skotsko | 1 007 760      | 32     | 31 493         | 1 212 800         | 79 %       | 56 000 | Londýn       |
| 1995 | Jižní Afrika                           | 1 100 000      | 32     | 34 375         | 1 423 850         | 77 %       | 63 000 | Johannesburg |
| 1999 | Wales                                  | 1 750 000      | 41     | 42 683         | 2 104 500         | 83 %       | 72 500 | Cardiff      |
| 2003 | Austrálie                              | 1 837 547      | 48     | 38 282         | 2 208 529         | 83 %       | 82 957 | Sydney       |
| 2007 | Francie                                | 2 263 223      | 48     | 47 150         | 2 470 660         | 92 %       | 80 430 | Saint-Denis  |
| 2011 | Nový Zéland                            | 1 477 294      | 48     | 30 777         | 1 732 000         | 85 %       | 61 079 | Auckland     |
| 2015 | Anglie                                 | 2 477 805      | 48     | 51 621         | 2 600 741         | 95 %       | 80 125 | Londýn       |
| 2019 | Japonsko                               | 1 698 528      | 45     | 37 745         | 1 811 866         | 90 %       | 70 103 | Jokohama     |
| 2023 | Francie                                | 2 437 208      | 48     | 50 775         | x xxx             | xx %       | 80 065 | Saint-Denis  |